# Lijst van rijksmonumenten in Blerick
De plaats Blerick (wijk in Venlo) telt 18 inschrijvingen in het rijksmonumentenregister. Hieronder een overzicht.
| Object                                                                   | Oorspronkelijke functie?  | Bouwjaar                                                    | Architect                   | Locatie             | Coördinaten?                 | Nr.?   | Afbeelding                                                               |
| ------------------------------------------------------------------------ | ------------------------- | ----------------------------------------------------------- | --------------------------- | ------------------- | ---------------------------- | ------ | ------------------------------------------------------------------------ |
| Kerkhof vanwege oude grafkruisen                                         | Begraafplaats en -onderdl |                                                             |                             | bij Antoniuslaan 93 | 51° 21' 58" NB, 6° 9' 17" OL | 37191  | Kerkhof vanwege oude grafkruisen                                         |
| Onvoltooide Noordervaart                                                 | Weg- en waterwerken       | 1808-1811                                                   |                             | Noordervaart        | 51° 22' 35" NB, 6° 6' 33" OL | 37200  | Onvoltooide Noordervaart                                                 |
| Sur Meuse                                                                | Woonhuis                  | 1705                                                        |                             | Helling 5           | 51° 21' 57" NB, 6° 9' 17" OL | 37204  | Meer afbeeldingen                                                        |
| Watermeule                                                               | Industrie- en poldermolen | 1700 of eerder (bouw) 1939 (buiten gebruik) 1976 (verbrand) |                             | Molenkampweg 3      | 51° 21' 10" NB, 6° 8' 3" OL  | 37205  | Meer afbeeldingen                                                        |
| Hoeve Molenkamp, deed ook dienst als veerhuis en schipperslogement       | Boerderij                 | eerste helft 19e eeuw                                       |                             | Molenkampweg 8A-12A | 51° 21' 10" NB, 6° 8' 4" OL  | 37206  | Meer afbeeldingen                                                        |
| Pastorie Sint-Antoniusparochie                                           | Kerkelijke dienstwoning   | 1705, verbouwingen in 1752, 1840, 1927 en 1974              | A. Holten (verbouwing 1927) | Baarlosestraat 1    | 51° 21' 51" NB, 6° 9' 8" OL  | 37207  | Meer afbeeldingen                                                        |
| Frederik Hendrikkazerne: Kazerneterrein (complex)                        | Militair complex          | 1913-1914                                                   |                             | Garnizoenweg bij 3  | 51° 22' 23" NB, 6° 9' 42" OL | 524718 | Frederik Hendrikkazerne: Kazerneterrein (complex)                        |
| Frederik Hendrikkazerne: Voormalig Wachtgebouw thans hoofdgebouw(A)      | Militair wachtgebouw      | 1913-1914                                                   |                             | Garnizoenweg bij 3  | 51° 22' 23" NB, 6° 9' 42" OL | 524719 | Frederik Hendrikkazerne: Voormalig Wachtgebouw thans hoofdgebouw(A)      |
| Frederik Hendrikkazerne: Onderofficiersmess (I)                          | Militair verblijfsgebouw  | 1913-1914                                                   |                             | Garnizoenweg bij 3  | 51° 22' 23" NB, 6° 9' 42" OL | 524720 | Frederik Hendrikkazerne: Onderofficiersmess (I)                          |
| Frederik Hendrikkazerne: Gebouw Medisch Geneeskundige Dienst (W)         | Gezondheidszorg           | 1913-1914                                                   |                             | Garnizoenweg bij 3  | 51° 22' 23" NB, 6° 9' 42" OL | 524721 | Frederik Hendrikkazerne: Gebouw Medisch Geneeskundige Dienst (W)         |
| Frederik Hendrikkazerne: Exercitieloods thans garageloods (S)            | Militair verblijfsgebouw  | 1913-1914                                                   |                             | Garnizoenweg bij 3  | 51° 22' 23" NB, 6° 9' 42" OL | 524722 | Frederik Hendrikkazerne: Exercitieloods thans garageloods (S)            |
| Frederik Hendrikkazerne: Exercitieloods thans garageloods (V)            | Militair verblijfsgebouw  | 1913-1914                                                   |                             | Garnizoenweg bij 3  | 51° 22' 23" NB, 6° 9' 42" OL | 524723 | Frederik Hendrikkazerne: Exercitieloods thans garageloods (V)            |
| Frederik Hendrikkazerne: Drie voormalige toiletgebouwtjes (AH, AN en AP) | Militair wachtgebouw      | 1913-1914                                                   |                             | Garnizoenweg bij 3  | 51° 22' 23" NB, 6° 9' 42" OL | 524724 | Frederik Hendrikkazerne: Drie voormalige toiletgebouwtjes (AH, AN en AP) |
| Voormalig raadhuis van Blerick                                           | Bestuursgebouw en onderdl | 1865                                                        |                             | Antoniusplein 2     | 51° 21' 57" NB, 6° 9' 12" OL | 524737 | Meer afbeeldingen                                                        |
| voormalige NS-werkplaats Blerick                                         | Industrie                 | 1889, uitgebreid in 1920                                    |                             | Marconistraat 7     | 51° 22' 42" NB, 6° 8' 43" OL | 524752 | Meer afbeeldingen                                                        |
| Frederik Hendrikkazerne: Sport- en exercitieterrein                      | Voorwerk                  |                                                             |                             | Garnizoenweg bij 3  | 51° 22' 23" NB, 6° 9' 42" OL | 527711 | Frederik Hendrikkazerne: Sport- en exercitieterrein                      |
| Frederik Hendrikkazerne: Hekpijlers                                      | Bijgebouwen               | 1913-1914                                                   |                             | Garnizoenweg bij 3  | 51° 22' 23" NB, 6° 9' 42" OL | 527712 | Meer afbeeldingen                                                        |
| Twee hekpijlers van het voormalige Fort Sint-Michiel                     | Fort, vesting en -onderdl | 17e eeuw                                                    |                             | Garnizoenweg bij 3  | 51° 22' 23" NB, 6° 9' 42" OL | 527713 | Meer afbeeldingen                                                        |